# المجاهمة (إب)

تعديل مصدري - تعديل

المجاهمة محلة تابعة لقرية الضحيكة، التابعة لعزلة بلادشار بمديرية إب إحدى مديريات محافظة إب في الجمهورية اليمنية.، بلغ تعداد سكانها 74 حسب تعداد اليمن لعام 2004.